# Liste der Mitglieder des Landtags von Waldeck-Pyrmont 1851–1852
Diese Liste nennt die Liste der Mitglieder des Landtags von Waldeck-Pyrmont 1851–1852.
Nach der Märzrevolution wurde mit dem Staatsgrundgesetz für die Fürstentümer Waldeck und Pyrmont ein neues Wahlrecht bestimmt und 1851 der zweite Landtag nach diesem Wahlrecht gewählt. Gewählt wurden 15 Abgeordnete in direkter Wahl in Einpersonenwahlkreisen (für diese siehe die Liste der Wahlkreise).

## Liste der Abgeordneten
Die so bestimmten Abgeordneten waren:
| Wahlbezirk      | Abgeordneter                | Anmerkungen |
| --------------- | --------------------------- | ----------- |
| I. Wahlkreis    | Friedrich Gottmann          |             |
| II. Wahlkreis   | Carl Koch                   |             |
| III. Wahlkreis  | Georg Friedrich Kliffmüller |             |
| IV. Wahlkreis   | Carl Schumacher             |             |
| V. Wahlkreis    | Daniel Böhle                |             |
| VI. Wahlkreis   | August Wirths               |             |
| VII. Wahlkreis  | Philipp Kahlhöfer           |             |
| VIII. Wahlkreis | Bernhard Bunte              |             |
| IX. Wahlkreis   | Wilhelm Engelhard           |             |
| X. Wahlkreis    | Carl Steineck               | Präsident   |
| XI. Wahlkreis   | Johannes Anton Happe        |             |
| XII. Wahlkreis  | Albert Osterhold            |             |
| XIII. Wahlkreis | Carl Rudolph Waldeck        |             |
| XIV. Wahlkreis  | Georg Rhein                 |             |
| XV. Wahlkreis   | Ferdinand Schmidt           |             |